# Pădureni (okręg Neamț)
Pădureniⓘ – wieś w Rumunii, w okręgu Neamț, w gminie Cândești. W 2011 roku liczyła 200 mieszkańców.